# Mephisto (Band)
Mephisto war eine deutsche Rock-Band. Sie wurde 1979 in Ost-Berlin von Musikstudenten gegründet und entwickelte sich zu einer viel beachteten Band, der sich Mitte der 1980er Jahre in der DDR herausbildenden Metal-Szene. Seit 1991 nennt sich die Band Double Action. 

## Bandgeschichte
Nach der Gründung wechselte die Band mehrfach ihre Besetzung, arbeitete zeitweise auch mit eigenem Bläsersatz, und experimentierte mit verschiedenen musikalischen Stilrichtungen, bis man 1982 mit dem Heavy Metal den endgültigen Stil gefunden hatte. Typisch für den Sound der Band waren die beiden Leadgitarren. 
Zur damaligen Besetzung gehörten: Jens Schuwerk (Gesang), Thomas Hoffmann (Gitarre), Michael Sündermann (Gitarre), Christian Schubert (Bass) und Andreas Korte (Schlagzeug). Musikalisch orientierte sich die Band an Saxon, Ted Nugent, Judas Priest und Accept. Titel dieser Bands machten auch den größten Teil des Repertoires von Mephisto aus. Zunehmend entstanden aber auch eigene Titel (Urlaub, Stop, Umwelt und Impro), die von den beiden Gitarristen komponiert wurden. Wegen des harten Sounds blieb der Band die Aufmerksamkeit der Medien lange Zeit versagt, erspielte sich aber so die Gunst des Publikums und galt lange Zeit als Geheimtipp in der noch jungen Metal-Szene der DDR. Der 1983 entstandene Titel Frieden der Welt war einer der wenigen Mephisto-Kompositionen, welche im DDR-Rundfunk produziert werden konnten.
1984 verließ Sündermann die Band und spielte später bei Formel I und Regenbogen. Für ihn kam Andreas Schwendemann. Auch Schubert und Schuwerk verließen die Band. Neuer Bassist wurde Reinhard Repke, der bereits ein Jahr später zu Reform wechselte und durch Torsten Arndt ersetzt wurde. Den Gesangspart übernahm Ronald Pilgrin. 1985 schieden auch die beiden Gitarristen Hoffmann und Schwendemann aus und wurden durch Roland Tschech und Jens Neumann ersetzt. In der neuen Bandbesetzung verzichtete Mephisto auf deutschsprachige Texte und sang fortan nur noch in englischer Sprache. Damit wurden zwar weitere Studioproduktionen oder gar Plattenaufnahmen beim DDR-Label Amiga unmöglich, aber die Popularität der Band wuchs rasch. Als 1988 Tschech zu Headless wechselte, kam für ihn Michael Schirmer. 
Mit der Wende in der DDR ergaben sich neue Möglichkeiten für die Band. 1990 eröffnete Mephisto das Metal Hammer Festival in Hannover. Mephisto stand erstmals mit renommierten Bands wie Metallica und Dio auf einer Bühne. Ein Jahr später wechselt die Band den Namen und tritt seitdem als Double Action auf. Als Mitte der 1990er Jahre das Debütalbum Fireproof in Eigenproduktion entstand, wurden Uriah Heep und Nazareth auf sie aufmerksam und gingen mit Double Action gemeinsam auf Tournee. Dies förderte die Bekanntheit der Band und ermöglichte schließlich die Produktion eines Albums bei Breaker Records.

## Diskografie
Alben
- 1998: Fireproof
- 2002: Sokaris